# Vincent Chalvon-Demersay
 (août 2024).
Si vous disposez d'ouvrages ou d'articles de référence ou si vous connaissez des sites web de qualité traitant du thème abordé ici, merci de compléter l'article en donnant les références utiles à sa vérifiabilité et en les liant à la section « Notes et références ».
Vincent Chalvon-Demersay, né le 23 février 1964, est un producteur de télévision français et est le créateur des trois séries Totally Spies!, Martin Mystère et Team Galaxy. Il est également l'un des créateurs de SpieZ! Nouvelle Génération et de la série 3D Monster Buster Club.

## Biographie
Vincent Chalvon-Demersay est le fils de Roger Chalvon-Demersay, directeur général d'Alstom, et de Mireille Chalvon, productrice télévisuelle. Diplômé de l'Institut d'études politiques de Paris, il possède une maîtrise en droit de l'Université Paris X. En 1989, après son diplôme, il a été engagé par Haim Saban pour représenter son activité en France. Il est aujourd’hui père de trois enfants : Hannah Chalvon-Demersay née le 20 décembre 2006 et Pierre et Hélène Chalvon-Demersay nés tous les deux le 27 mai 2010.
En novembre 2013, Vincent Chalvon-Demersay annonce son départ de ses fonctions de président-directeur général de Marathon Media, citant des raisons personnelles, et reste employé du groupe Zodiak Media à Los Angeles le temps d’assurer la transition. 

## Dessins animés

### En tant que créateur et producteur
- 1992 : Les Aventures de Carlos
- 1995 : Iznogoud
- 1997 : Les Nouvelles Aventures d'Oliver Twist
- 1997 : Princesse Sissi
- 2000 : Marsupilami
- 2001 : Totally Spies!
- 2003 : Martin Mystère
- 2003 : Mon ami Marsupilami
- 2006 : Team Galaxy
- 2007 : Monster Buster Club
- 2009 : SpieZ! Nouvelle Génération
- 2011 : Rekkit